# Lorraine Côté
Lorraine Côté est une comédienne, autrice et metteuse en scène québécoise.

## Biographie
Membre du Théâtre Niveau Parking depuis 1987 et cofondatrice du Théâtre du Sous-marin jaune, Lorraine Côté a joué dans de nombreuses productions, au Québec et ailleurs. Plusieurs prix (d'interprétation et de mise en scène) ont reconnu son apport à la scène québécoise.
Elle enseigne au Conservatoire d'art dramatique de Québec depuis 1998.

## Théâtre

### Comédienne
- Félicité d’Olivier Choinière (m.e.s. Michel Nadeau, Théâtre de la Bordée)
- Phèdre de Racine (m.e.s Martin Genest)
- La Mouette d’Anton Tchekhov (m.e.s. Frédéric Dubois, Théâtre de la Bordée)
- En Pièces détachées de Michel Tremblay (m.e.s. Frédéric Dubois, Théâtre de la Bordée)
- On achève bien les chevaux (texte et m.e.s. de Marie-Josée Bastien, Théâtre Niveau Parking)
- Après La Pluie de Sergi Belbel (m.e.s. Michel Nadeau, Théâtre Niveau Parking & Duceppe)
- Un Sofa dans le jardin, collectif d’auteurs (m.e.s. Michel Nadeau, Théâtre Niveau Parking)
- Les Plaques tectoniques (texte et m.e.s. Robert Lepage, Théâtre Repère)
- La Trilogie des dragons (texte et m.e.s. Robert Lepage, Théâtre Repère)
- Madame de Sade de Yukio Mishima (m.e.s. Martine Beaulne, Théâtre du Trident)
- Le Tartuffe de Molière (m.e.s. Marc-Alain Robitaille, Théâtre du Trident)
- HA ha!… de Réjean Ducharme (m.e.s. Frédéric Dubois, Théâtre du Trident)
- 2003 : Marie Tudor de Victor Hugo (m.e.s. Gill Champagne, Théâtre du Trident)
- Le Chien de Jean Marc Dalpé (Théâtre du Trident)
- La Tempête de William Shakespeare, (m.e.s. Robert Lepage, Théâtre du Trident)
- Dom Juan de Molière (m.e.s. Serge Denoncourt, Théâtre du Trident)
- Méphisto d’Ariane Mnouchkine (m.e.s. Serge Denoncourt, Théâtre du Trident)
- Volpone d’André Ricard (m.e.s. Serge Denoncourt, Théâtre du Trident)
- Les Bonnes de Jean Genet (m.e.s. René Richard Cyr)
- Monsieur Bovary de Robert Lalonde (m.e.s. Lorraine Pintal, Théâtre du Nouveau Monde)
- Les Estivants de Maxime Gorki (m.e.s. Serge Denoncourt,Théâtre du Nouveau Monde)
- Le Voyage du couronnement de Michel Marc Bouchard (m.e.s. René Richard Cyr, Théâtre du Nouveau Monde)
- 2014 : Les Fées ont soif[1], de Denise Boucher, mise en scène d'Alexandre Fecteau, production du Théâtre de la Bordée

### Metteuse en scène
- Fin de partie de Samuel Beckett (Théâtre de la Bordée)
- Bonjour, là, bonjour de Michel Tremblay (Théâtre de la Bordée)
- Hedda Gabler de Henrik Ibsen (Théâtre de la Bordée)
- Elvire Jouvet 40 de Brigitte Jaques (Théâtre Niveau Parking)
- Le Libertin de Éric-Emmanuel Schmitt (Théâtre du Trident)
- En attendant Godot de Samuel Beckett (Théâtre de la Bordée)
- Les Femmes de bonne humeur de Carlo Goldoni (Théâtre du Trident)
- Le Chemin des passes dangereuses de Michel Marc Bouchard (Théâtre de la Bordée)
- Pour la suite du monde de Pierre Perreault, Michel Breault et Marcel Carrière (Théâtre de la Bordée)

## Filmographie

### Télévision
- 1994-2001 : 4 et demi... : Mme Di Salvio[2]
- Les Invincibles de Jean-François Rivard & François Létourneau
- La Chambre no 13, collectif d’auteurs

### Cinéma
- La Face cachée de la lune de Robert Lepage
- Les Plaques tectoniques de Peter Mettler

## Auteure[3]
- 2001 : Chat du Cheshire
- 2003 : Lentement la beauté

## Prix et récompenses
- 2004 : Masque de la meilleure interprétation féminine dans Marie Tudor[4]
- 2004 : Prix Paul-Hébert de la meilleure interprétation pour Marie Tudor
- 2000 : Prix d'excellence des Arts et de la Culture dans la catégorie Prix de la meilleure mise en scène de la Fondation du Théâtre du Trident
- Prix Paul-Hébert pour Les Bonnes
- Prix Paul-Hébert pour Le Barbier de Séville
- Prix des abonnés du Trident pour Le Tartuffe
- Prix des abonnés du Trident pour Marie Tudor
- Prix des abonnés du Trident pour Les Bonnes
- Grand prix du Festival de Théâtre des Amériques pour La Trilogie des dragons